# Ataulpho Alves Júnior
Ataulpho Alves de Souza Júnior (Rio de Janeiro, 5 de agosto de 1943 - 15 de outubro de 2017) foi um cantor brasileiro.

## Biografia
Filho do compositor Ataulfo Alves de Souza, herdou do pai o tradicional lenço branco que foi sua marca registrada. Seu grande sucesso, "Os meninos da Mangueira", foi gravado em 1976.
Com 40 anos de carreira, gravou cerca de 20 discos. Ganhou inúmeros troféus e se apresentou em Portugal e na Espanha. Defensor da MPB, participou com grande sucesso de importantes programas de televisão e rádio.
Morreu de infarto, ao lado da sua esposa, no apartamento em que morava, no Rio de Janeiro.